# Суботіна Валерія Андріївна
Валерія Андріївна Суботіна, до шлюбу Карпиленко, позивний «Нава» (нар. Маріуполь) — українська журналістка, викладачка, поетеса, військовослужбовиця, майор Національної гвардії України, учасниця російсько-української війни. Кандидат наук із соціальних комунікацій (2014).

## Життєпис
Валерія Суботіна народилася в місті Маріуполі на Донеччині.
Закінчила Маріупольський державний університет. Працювала журналісткою місцевого телеканалу «ТВ-7» та викладачкою журналістики і PR Маріупольського державного університету. У 2014 році з початком російсько-української війни вела авторський проєкт «Маріуполь — місто миру».
Служила в пресслужбах полку «Азов» (2015—2016) та Донецького прикордонного загону (2017—2020), де познайомилася з Андрієм Суботіним. За станом здоров'я звільнилася зі служби.
З початком повномасштабного російського вторгнення в Україну мобілізована до полку «Азов». 5 травня 2022 року за два дні до загибелі Андрія пара одружилася на оточеній окупантами «Азовсталі» в Маріуполі. Дві обручки з фольги Андрій виготовив самостійно. 12 травня того ж року трагічну історію їхнього кохання на своєму ютуб-каналі опублікував Дмитро Козацький.
17 травня 2022 року потрапила в російський полон, з якого була звільнена за обміном 10 квітня 2023 року.
У 2023 році після повернення з російського полону — радниця Командувача ССО ЗСУ генерал-майора Віктора Хоренка з питань комунікацій.

## Творчість
- «Квіти і зброя» — поетична збірка (2021; перевидана 2023)
- «Азовсталь. Сталева пресслужба» (2024, Харків, «Фоліо», Серія «Воєнні щоденники»)
- «Полон» — мемуари про перебування у російському полоні (2024)

## Нагороди
- нагрудний знак «За мужність в охороні державного кордону»
- відзнака Командувача ООС «За звитягу та вірність»
- медаль «За військову службу Україні» (17 травня 2022) — за особисту мужність і самовіддані дії, виявлені у захисті державного суверенітету та територіальної цілісності України, вірність військовій присязі[3].